# Nanne Bergstrand
Kurt-Arne Nanne René Bergstrand (Markaryd, 28 aprile 1956) è un allenatore di calcio ed ex calciatore svedese.

## Carriera

### Giocatore
Bergstrand ha iniziato a giocare in prima squadra all'età di 16 anni con il Markaryds IF, squadra della sua cittadina natale.
Nel corso della sua carriera da giocatore ha avuto un paio di parentesi con club della massima serie, rispettivamente Halmstad e Kalmar. Ha inoltre svolto un provino con il Manchester City, con cui non firmò complici alcuni problemi legati all'ottenimento di un permesso di lavoro. La sua carriera da giocatore è terminata a Markaryd, dove era iniziata.

### Allenatore
Attivo come tecnico nelle serie minori già da metà anni '80, Bergstrand ha esordito nella massima serie svedese nelle vesti di allenatore nel 1994, quando allenava l'Öster.
Nell'estate del 2000 ha guidato l'Helsingborg al raggiungimento della fase a gironi di Champions League 2000-2001, dopo aver eliminato il BATĖ Borisov al secondo turno preliminare e addirittura l'Inter al terzo turno preliminare.
Ha poi trascorso buona parte della sua restante carriera manageriale tornando sulla panchina del Kalmar. Nel 2007 ha portato il Kalmar a vincere la sua prima Coppa di Svezia, ma ancor più importante è stato il risultato ottenuto l'anno successivo quando i biancorossi si sono laureati campioni di Svezia per la prima volta: a seguito di ciò, Bergstrand è stato eletto allenatore di quell'anno e il consiglio comunale di Kalmar gli ha intitolato una strada. La sua seconda, lunga, parentesi da capoallenatore del Kalmar è durata fino al termine del campionato 2013, quando ha lasciato il club per intraprendere una nuova sfida professionale.
Nel 2014 infatti è sceso nel campionato di Superettan per guidare l'Hammarby, con la squadra biancoverde che a fine stagione ha centrato il ritorno in Allsvenskan dopo cinque anni di assenza. In Allsvenskan ha ottenuto due salvezze. Il 18 novembre 2016, a fine campionato, la società ha ufficializzato l'esonero di Bergstrand (con un anno di anticipo rispetto alla scadenza contrattuale) per dare vita a un nuovo progetto.
Il 13 giugno 2017 è stato nuovamente richiamato sulla panchina del Kalmar a seguito dell'esonero di Peter Swärdh. Al momento del suo arrivo, Bergstrand ha trovato la squadra al terzultimo posto in zona play-out, con 8 punti nelle 12 partite fin lì disputate, ma a fine stagione è riuscito a raggiungere la salvezza diretta. Il 31 luglio 2018 il club biancorosso ha annunciato che a Bergstrand è stato concesso un congedo a tempo indeterminato dall'attività lavorativa per motivi di salute, i quali successivamente si sono rivelati essere una depressione legata ad affaticamento.
Il 13 dicembre 2019 è stato reso noto che Bergstrand sarebbe tornato ad essere l'allenatore del Kalmar a partire dall'imminente stagione 2020. Il 15 dicembre 2020, due giorni dopo aver ottenuto la salvezza a seguito del doppio spareggio contro lo Jönköpings Södra, si è dimesso dall'incarico.

## Palmarès

### Allenatore
- Superettan: 3

Kalmar: 2001, 2003
Hammarby: 2014
- Campionato svedese: 1

Kalmar: 2008
- Coppa di Svezia: 1

Kalmar: 2007
- Supercoppa di Svezia: 1

Kalmar: 2009